# Leonid Iowitsch Gaidai

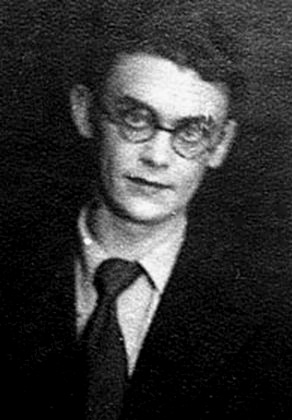
Leonid Gaidai (1941)

Leonid Iowitsch Gaidai (russisch Леонид Иович Гайдай; * 30. Januar 1923 in Swobodny, Sowjetunion; † 19. November 1993 in Moskau) war ein sowjetischer bzw. russischer Regisseur und Drehbuchautor. Durch Filme wie Entführung im Kaukasus, Die zwölf Stühle oder Operation „Y“ und andere Abenteuer Schuriks wurde er berühmt.

## Leben
Leonid Gaidai wurde 1923 in Swobodny als drittes Kind eines Bahnarbeiters geboren. Sein Vater Iow Isidorowitsch Gaidai stammte ursprünglich aus der Ukraine, war aber nach Sibirien verbannt worden. Seine Mutter, Maria Iwanowna Lubimowa, stammte ursprünglich aus Rjasan. Seine Eltern zogen mit Leonid Gaidai 1930 nach Irkutsk. Nach dem Schulabschluss wurde er 1941 zur Roten Armee eingezogen und nahm wegen seiner Deutschkenntnisse im Rahmen der Aufklärung am Zweiten Weltkrieg teil. 1943 wurde er durch eine Minenexplosion schwer verletzt und behielt hiervon bleibende Behinderungen.
Leonid Gaidai lernte zunächst ab 1947 an einem Theater in Irkutsk Schauspielerei und war bis 1949 an dem Theater Schauspieler. In 1949 begann Gaidai ein Studium an der Filmhochschule WGIK in Moskau und schloss dieses Studium 1955 ab. Er wurde Regieassistent bei Walentin Newsorows 1956 gedrehten Film „Dolgi put“ (Deutsch: „Und alles verweht der Schnee“ / „Der Weite Weg“). Seine eigenen in den 1950ern gedrehten Filme waren keine besonderen Erfolge.
In den 1960ern begann Leonid Gaidai Komödien mit Juri Nikulin, Wiktor Pawlow, Georgi Wizin, Jewgeni Morgunow und Alexander Demjanenko zu drehen, die mit 222.800.000 Zuschauern in den ersten 15 Monaten zu den erfolgreichsten Filmen der Sowjetunion wurden. Sein Film „Brilliantowaja ruka“ (Deutsch: Der Brillantenarm) von 1968 wurde 1995 bei einer Umfrage 1995 in Russland zur besten Filmkomödie gewählt.
In den 1970er und 1980er Jahren drehte Gaidai mit den anerkanntesten Komikern des sowjetischen Kinos wie Juri Jakowlew. Auch nach dem Beginn der Perestroika zählten die Filme Gaidais zu den erfolgreichsten Filmen des sowjetischen Kinos. Die Videofassungen seiner Filme blieben auch nach dem Zerfall der Sowjetunion populär.
Gaidai war Träger zahlreicher Auszeichnungen, u. a. des Staatspreises der RSFSR (1970), des Ordens des Vaterländischen Krieges I. Klasse (1985) und des Titels Volkskünstler der UdSSR (1989).

## Filmografie
| Als Regisseur (Auswahl) - 1957: Der weite Weg (Dolgi put) - 1965: Operation „Y“ und andere Abenteuer Schuriks (Operazija Y i drugije prikljutschenija Schurika) - 1967: Entführung im Kaukasus (Kawkasskaja plenniza, ili Nowyje prikljutschenija Schurika) - 1969: Der Brillantenarm (Brilliantowaja ruka) - 1971: Die zwölf Stühle (12 stuljew) - 1973: Iwan Wassiljewitsch wechselt den Beruf (Iwan Wassiljewitsch menjajet professiju) - 1976: Das kann doch nicht wahr sein! (Ne moschet byt!) - 1982: Glückstreffer (Sportloto-82) | Als Drehbuchautor (Auswahl) - 1969: Der Brillantenarm (Brilliantowaja ruka) - 1982: Glückstreffer (Sportloto-82) - 1992: Na Deribassowskoi choroschaja pogoda, ili na Braiton Bitsch opjat idut doschdi |